# ارنست سوسا
ارنست سوسا(انگلیسی: Ernest Sosa متولد ۱۷ ژوئن ۱۹۴۰) فیلسوف آمریکایی در درجه اول علاقه‌مند به معرفت‌شناسی است. وی عضو هیئت امنای فلسفه در دانشگاه راتگرز از سال ۲۰۰۷ بوده اما بیشتر کار خود را در دانشگاه براون انجام داده است.

## تحصیلات و فعالیت علمی
سوسا در کردنس کوبا در ۱۷ ژوئن سال ۱۹۴۰ زاده شده است. وی مدارک کارشناسی و کارشناسی ارشد خود را از دانشگاه میامی و دکترای خود را در سال ۱۹۴۶ تحت راهنمایی نیکلاس رشر گرفته است. وی در دانشگاه راتگرز از ژانویه ۲۰۰۷ استاد تمام وقت است؛ او از سال ۱۹۶۴ در دانشگاه براون نیز تدریس می‌کند. در حالیکه در دانشگاه براون تمام وقت کار می‌کند وی همچنین استاد مدعو دانشگاه راتگرز در هر بهار از سال ۱۹۹۸تا سال ۲۰۰۶ بوده است. سوسابه عنوان «یکی از مهم‌ترین معرفت شناسان نیم قرن اخیر است.» سوسا رئیس انجمن فلسفی آمریکا و عضو آکادمی هنر و علوم است.[۳] او ویرایشهای فلسفی مجلات نوس و فلسفه و پژوهش پدیدارشناختی را برعهده دارد. در سال ۲۰۰۵ در آکسفورد در مجموعه سخنرانی‌های جان لاک به ایراد سخنرانی پرداخت که اساس کتاب سال ۲۰۰۷ او را شکل می‌دهد. وی در سال ۲۰۱۰ نامزد جایزه نیکلاس رشر بود بخاطر کارهایی که در فلسفه سیستماتیک صورت گرفته بود. پسرش دیوید سوسا، استاد و رئیس گروه فلسفه در دانشگاه تگزاس در آستین است.

## فلسفه
علاوه بر معرفت‌شناسی، ارنست سوسا در زمینه‌های متافیزیک، فلسفه مدرن، و فلسفه ذهن نیز آثاری نگاشته است. در کتاب اش با عنوان «معرفت نظرگاهی»۱۹۹۱ و معرفت‌شناسی فضیلت ۲۰۰۷، سوسا از شکلی از معرفت‌شناسی فضیلت دفاع می‌کند که منظرگاهی فضیلت نامیده شده که بر اساس آن میان معرفت حیوانی و معرفت اندیشه‌ای تمایز و فرق برقرار است.